# Liste der denkmalgeschützten Objekte in Trausdorf an der Wulka
Die Liste der denkmalgeschützten Objekte in Trausdorf an der Wulka enthält die 17 denkmalgeschützten, unbeweglichen Objekte der Gemeinde Trausdorf an der Wulka.

## Denkmäler
| Foto |                 | Denkmal                                                                        | Standort                                                              | Beschreibung | Metadaten |
| ---- | --------------- | ------------------------------------------------------------------------------ | --------------------------------------------------------------------- | --- | --- |
| ja   | Datei hochladen | Kath. Pfarrkirche hl. Laurentius HERIS-ID: 30415 Objekt-ID: 27160              | DDr. Stefan Laszlo-Platz Standort KG: Trausdorf an der Wulka          | Eine einschiffige, spätbarocke Kirche aus dem dritten Viertel des 18. Jahrhunderts. Der neubarocke Hochaltar stammt aus dem Jahr 1897. | BDA-Hist.: Q27308780 Status: Bescheid Stand der BDA-Liste: 2025-06-30 Name: Kath. Pfarrkirche hl. Laurentius GstNr.: 71 Pfarrkirche Trausdorf an der Wulka |
| ja   | Datei hochladen | Pfarrhof HERIS-ID: 30416 Objekt-ID: 27161                                      | DDr. Stefan Laszlo-Platz 1 Standort KG: Trausdorf an der Wulka        | | BDA-Hist.: Q37933647 Status: Bescheid Stand der BDA-Liste: 2025-06-30 Name: Pfarrhof GstNr.: 70 |
| ja   | Datei hochladen | 2 Wirtschaftsgebäude des Pfarrhofs HERIS-ID: 112142 Objekt-ID: 130196seit 2014 | DDr. Stefan Laszlo-Platz 1 Standort KG: Trausdorf an der Wulka        | Südlich an die „Alte Gemeinde“ anschließender Wirtschaftstrakt und davon östlich liegender kleinerer, freistehender Bau. | BDA-Hist.: Q37828753 Status: Bescheid Stand der BDA-Liste: 2025-06-30 Name: 2 Wirtschaftsgebäude des Pfarrhofs GstNr.: 70 |
| ja   | Datei hochladen | Volksschule HERIS-ID: 30417 Objekt-ID: 27162                                   | DDr. Stefan Laszlo-Platz 2 Standort KG: Trausdorf an der Wulka        | | BDA-Hist.: Q37933663 Status: § 2a Stand der BDA-Liste: 2025-06-30 Name: Volksschule GstNr.: 268 |
| ja   | Datei hochladen | Mariensäule HERIS-ID: 30445 Objekt-ID: 27190                                   | bei DDr. Stefan Laszlo-Platz 3 Standort KG: Trausdorf an der Wulka    | Eine 1680 errichtete vierkantige Säule mit einer Figurengruppe Madonna zwischen den Heiligen Sebastian und Rochus. | BDA-Hist.: Q37933980 Status: § 2a Stand der BDA-Liste: 2025-06-30 Name: Mariensäule GstNr.: 415 |
| ja   | Datei hochladen | Antoniuspfeiler HERIS-ID: 30475 Objekt-ID: 27220                               | DDr. Stefan Laszlo-Platz Standort KG: Trausdorf an der Wulka          | Eine polychrome Figur auf neuem Pfeiler. | BDA-Hist.: Q37934452 Status: § 2a Stand der BDA-Liste: 2025-06-30 Name: Antoniuspfeiler GstNr.: 71 |
| ja   | Datei hochladen | Pest-/Dreifaltigkeitssäule HERIS-ID: 30464 Objekt-ID: 27209                    | gegenüber Dreifaltigkeits-Platz 1 Standort KG: Trausdorf an der Wulka | Ein breiter Sockel mit den Steinfiguren Erasmus, Franz Xaver, König Stephan und Rochus, sowie ein Achtkantpfeiler mit der Dreifaltigkeitsgruppe. Die Stiftungsinschrift lautet „Franz Pieller 1838“.                                                        | BDA-Hist.: Q37934278 Status: § 2a Stand der BDA-Liste: 2025-06-30 Name: Pest-/Dreifaltigkeitssäule GstNr.: 2277/1 |
| ja   | Datei hochladen | Kapelle zur Schmerzhaften Muttergottes HERIS-ID: 30471 Objekt-ID: 27216        | neben Linke Wulkazeile 3 Standort KG: Trausdorf an der Wulka          | | BDA-Hist.: Q37934397 Status: § 2a Stand der BDA-Liste: 2025-06-30 Name: Kapelle zur Schmerzhaften Muttergottes GstNr.: 391/1 Kapelle zur Schmerzhaften Muttergottes, Trausdorf an der Wulka                                                                                   |
| ja   | Datei hochladen | Figurenbildstock hl. Florian HERIS-ID: 30470 Objekt-ID: 27215                  | gegenüber Linke Wulkazeile 13 Standort KG: Trausdorf an der Wulka     | | BDA-Hist.: Q37934377 Status: § 2a Stand der BDA-Liste: 2025-06-30 Name: Figurenbildstock hl. Florian GstNr.: 392/1 |
| ja   | Datei hochladen | Magdalenakapelle HERIS-ID: 30463 Objekt-ID: 27208                              | neben Magdalenagasse 7 Standort KG: Trausdorf an der Wulka            | Eine 1747 gestiftete Kapelle mit halbrunder Apsis und einem Dachreiter mit Zwiebelhelm. | BDA-Hist.: Q37934258 Status: § 2a Stand der BDA-Liste: 2025-06-30 Name: Magdalenakapelle GstNr.: 1102 Magdalenakapelle Trausdorf an der Wulka |
| ja   | Datei hochladen | 2 Figurenbildstöcke bei der Parisermühle HERIS-ID: 30440 Objekt-ID: 27185      | nördlich Mühlau 16 Standort KG: Trausdorf an der Wulka                | Die beiden Bildstöcke bei der Parisermühle westlich des Ortes stammen vom Ende des 17. Jahrhunderts. Ihre Säulen sind mit Blattwerk überzogen. Die Figuren stellen Maria und Josef mit Jesuskind und Johannesknaben bzw. die heiligen Joachim und Anna dar. | BDA-Hist.: Q37933908 Status: Bescheid Stand der BDA-Liste: 2025-06-30 Name: 2 Figurenbildstöcke bei der Parisermühle GstNr.: 694; 693 |
| ja   | Datei hochladen | Sog. Alte Gemeinde HERIS-ID: 112141 Objekt-ID: 130195seit 2014                 | Obere Hauptstraße 3 Standort KG: Trausdorf an der Wulka               | Das Gebäude der Alten Gemeinde ist vor allem durch seine straßenseitige Stiegenlaube bemerkenswert. | BDA-Hist.: Q37828739 Status: Bescheid Stand der BDA-Liste: 2025-06-30 Name: Sog. Alte Gemeinde GstNr.: 67/2 |
| ja   | Datei hochladen | Fundzone Ruster Felder HERIS-ID: 112160 Objekt-ID: 130227                      | Ruster Felder Standort KG: Trausdorf an der Wulka                     | Anmerkung: Großflächiges landwirtschaftliches Grundstück | BDA-Hist.: Q37828956 Status: Bescheid Stand der BDA-Liste: 2025-06-30 Name: Fundzone Ruster Felder GstNr.: 1161, 1162, 1163, 1164, 1167, 1168, 1169, 1170, 1171, 1175, 1176, 1177, 1178, 1179/1, 1179/2, 1180, 1181, 1182, 1183, 1184, 1185, 1186, 1187, 1188/1, 1188/2, 1189 |
| ja   | Datei hochladen | Sühnekreuz HERIS-ID: 30461 Objekt-ID: 27206                                    | vor Untere Hauptstraße 2 Standort KG: Trausdorf an der Wulka          | Ein Steinkreuz mit nach unten verbreitertem Stamm. | BDA-Hist.: Q37934219 Status: § 2a Stand der BDA-Liste: 2025-06-30 Name: Sühnekreuz GstNr.: 153 |
| ja   | Datei hochladen | Annakapelle HERIS-ID: 30443 Objekt-ID: 27188                                   | bei Untere Hauptstraße 82 Standort KG: Trausdorf an der Wulka         | Ein kleiner Giebelbau mit einer 3/8-Apsis, der 1744 gestiftet wurde. | BDA-Hist.: Q37933927 Status: § 2a Stand der BDA-Liste: 2025-06-30 Name: Annakapelle GstNr.: 2511/5 |
| ja   | Datei hochladen | Kreuzkapelle HERIS-ID: 30472 Objekt-ID: 27217                                  | gegenüber Weinberggasse 9 Standort KG: Trausdorf an der Wulka         | Ein kleiner Giebelbau aus der ersten Hälfte des 18. Jahrhunderts. In der breiten Nische befindet sich ein großes barockes Holzkruzifix. | BDA-Hist.: Q37934413 Status: § 2a Stand der BDA-Liste: 2025-06-30 Name: Kreuzkapelle GstNr.: 4446 |
| ja   | Datei hochladen | Anlage Weingartenmühle HERIS-ID: 30437 Objekt-ID: 27182seit 2014               | Weingartenmühle 1 Standort KG: Trausdorf an der Wulka                 | Die Weingartenmühle am östlichen Ortsausgang wurde 1527 erstmals urkundlich erwähnt. Der Gebäudekomplex umfasst ein zweigeschoßiges Mahlhaus sowie ein Torhaus mit rustiziertem Portal.                                                                     | BDA-Hist.: Q37933888 Status: Bescheid Stand der BDA-Liste: 2025-06-30 Name: Anlage Weingartenmühle GstNr.: 2249 |